# Línea 1 del VLT Carioca
La 'Línea 2: Terminal Intermodal Gentileza ↔ Santos Dumont es una de las líneas en operación del VLT Carioca, habiendo sido inaugurada el 5 de junio del 2016. Se extiende por 5.8 kilómetros. Su color distintivo es el azul.
Posee un total de 20 paradas en operación, todas a nivel de superficie. El Terminal Intermodal Gentileza (TIG), así como las paradas Rodoviária, Providencia, Carioca, Cinelândia y Santos Dumont posibilitan la integración con otras modalidades de transporte.
El sistema, operado por la Concessionária do VLT Carioca S.A., registró un movimiento de más de 6 millones de pasajaeros en los primeros 10 meses de operación aún no posee un balance del volumen de personas transportadas desde el inicio de la operación. Atiende los barrios Centro, Saúde, Gamboa, Santo Cristo y São Cristovão.
En el 2024, cuando se inauguró el TIG, esté pasó a ser la última parada de la línea que dejó de atender la Parada Praia Formosa la misma que empezó a ser servida sólo por la Línea 2.

## Estaciones

### Rumbo Terminal Intermodal Gentileza → Santos Dumont
| N.º | Nombre                              | Inauguración          | Barrio        | Integración              | Posición   | Latitud       | Longitud      |
| --- | ----------------------------------- | --------------------- | ------------- | ------------------------ | ---------- | ------------- | ------------- |
| 1   | Terminal Intermodal Gentileza (TIG) | 24 de febrero de 2024 | São Cristóvão | Autobús                  | Superfície | 22° 53' 56" S | 43° 12' 41" O |
| 2   | Rodoviária                          | 12 de julio de 2016   | Santo Cristo  | Autobús                  | Superfície | 22° 53' 55" S | 43° 12' 26" O |
| 3   | Equador                             | 12 de julio de 2016   | Santo Cristo  | —                        | Superfície | 22° 53' 52" S | 43° 12' 17" O |
| 4   | Pereira Reis                        | 12 de julio de 2016   | Santo Cristo  | —                        | Superfície | 22° 53' 47" S | 43° 12' 06" O |
| 5   | Gamboa                              | 2016                  | Santo Cristo  | —                        | Superfície | 22° 53' 52" S | 43° 11' 57" O |
| 6   | Providência                         | 4 de junio de 2017    | Gamboa        | __                       | Superfície | 22° 53' 51" S | 43° 11' 48" O |
| 7   | Harmonia                            | 4 de junio de 2017    | Gamboa        | —                        | Superfície | 22° 53' 44" S | 43° 11' 29" O |
| 8   | Parada dos Navios/Valongo           | 13 de junio de 2016   | Gamboa        | —                        | Superfície | 22° 53' 38" S | 43° 11' 14" O |
| 9   | Parada dos Museus                   | 5 de junio de 2016    | Saúde         | —                        | Superfície | 22° 53' 45" S | 43° 10' 55" O |
| 10  | São Bento                           | 5 de junio de 2016    | Centro        | —                        | Superfície | 22° 53' 56" S | 43° 10' 47" O |
| 11  | Candelária                          | 5 de junio de 2016    | Centro        | —                        | Superfície | 22° 54' 06" S | 43° 10' 43" O |
| 12  | Sete de Setembro                    | 5 de junio de 2016    | Centro        | —                        | Superfície | 22° 54' 19" S | 43° 10' 38" O |
| 13  | Carioca                             | 5 de junio de 2016    | Centro        | Metro                    | Superfície | 22° 54' 27" S | 43° 10' 35" O |
| 14  | Cinelândia                          | 5 de junio de 2016    | Centro        | Metro                    | Superfície | 22° 54' 40" S | 43° 10' 30" O |
| 15  | Antônio Carlos                      | 5 de junio de 2016    | Centro        | —                        | Superfície | 22° 54' 40" S | 43° 10' 19" O |
| 16  | Santos Dumont                       | 5 de junio de 2016    | Centro        | Aeropuerto Santos Dumont | Superfície | 22° 54' 44" S | 43° 10' 03" O |

### Santos Dumont → Terminal Intermodal Gentileza
| N.º | Nombre                              | Inauguración          | Barrio        | Integración              | Posición   | Latitud       | Longitud      |
| --- | ----------------------------------- | --------------------- | ------------- | ------------------------ | ---------- | ------------- | ------------- |
| 1   | Santos Dumont                       | 5 de junio de 2016    | Centro        | Aeropuerto Santos Dumont | Superfície | 22° 54' 44" S | 43° 10' 03" O |
| 2   | Antônio Carlos                      | 5 de junio de 2016    | Centro        | —                        | Superfície | 22° 54' 40" S | 43° 10' 19" O |
| 3   | Cinelândia                          | 5 de junio de 2016    | Centro        | Metro                    | Superfície | 22° 54' 40" S | 43° 10' 30" O |
| 4   | Carioca                             | 5 de junio de 2016    | Centro        | Metro                    | Superfície | 22° 54' 27" S | 43° 10' 35" O |
| 5   | Sete de Setembro                    | 5 de junio de 2016    | Centro        | —                        | Superfície | 22° 54' 19" S | 43° 10' 38" O |
| 6   | Candelária                          | 5 de junio de 2016    | Centro        | —                        | Superfície | 22° 54' 06" S | 43° 10' 43" O |
| 7   | São Bento                           | 5 de junio de 2016    | Centro        | —                        | Superfície | 22° 53' 56" S | 43° 10' 47" O |
| 8   | Parada dos Museus                   | 5 de junio de 2016    | Saúde         | —                        | Superfície | 22° 53' 45" S | 43° 10' 55" O |
| 9   | Parada dos Navios/Valongo           | 13 de junio de 2016   | Gamboa        | —                        | Superfície | 22° 53' 38" S | 43° 11' 14" O |
| 10  | Utopia AquaRio                      | 12 de julio de 2016   | Gamboa        | —                        | Superfície | 22° 53' 35" S | 43° 11' 24" O |
| 11  | Cidade do Samba Tia Ciata           | 12 de julio de 2016   | Santo Cristo  | —                        | Superfície | 22° 53' 39" S | 43° 11' 47" O |
| 12  | Santo Cristo                        | 12 de julio de 2016   | Santo Cristo  | —                        | Superfície | 22° 53' 43" S | 43° 12' 01" O |
| 13  | Cordeiro da Graça                   | 21 de octubre de 2017 | Santo Cristo  | —                        | Superfície | 22° 53' 49" S | 43° 12' 15" O |
| 14  | Rodoviária                          | 12 de julio de 2016   | Santo Cristo  | Autobús                  | Superfície | 22° 53' 55" S | 43° 12' 26" O |
| 15  | Terminal Intermodal Gentileza (TIG) | 24 de febrero de 2024 | São Cristóvão | Autobús                  | Superfície | 22° 53' 56" S | 43° 12' 41" O |